# Experiment de Milgram
Es coneix com a experiment de Milgram una sèrie d'experiments de psicologia social portats a terme per Stanley Milgram, psicòleg de la Universitat Yale, descrits en un article publicat el 1963 a la revista Journal of Abnormal and Social Psychology  sota el títol Behavioral Study of Obedience (Estudi del comportament de l'obediència) i resumits el 1974 al seu llibre Obedience to authority. An experimental view (Obediència a l'autoritat. Un punt de vista experimental ). La finalitat de la prova era mesurar la disposició d'un participant a obeir les ordres d'una autoritat encara que poguessin entrar en conflicte amb la seva consciència personal.

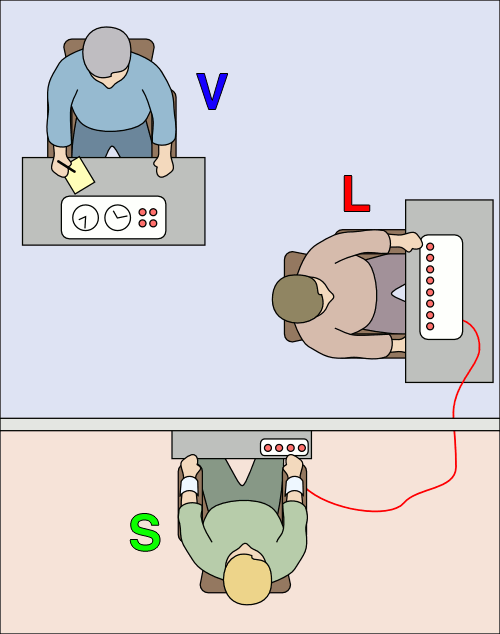
L'investigador (V) persuadeix el participant (L) perquè activi el que aquest creu que són descàrregues elèctriques doloroses cap a un altre subjecte (S), que és un actor que simula rebre-les. Molts participants van continuar emetent descàrregues malgrat les súpliques de l'actor perquè no ho fessin.

Els experiments van començar el juliol de 1961, tres mesos després que Adolf Eichmann fos jutjat i sentenciat a mort a Jerusalem per crims contra la humanitat durant el règim nazi a Alemanya. Milgram va idear aquests experiments per respondre a la pregunta: Podria ser que Eichmann i el seu milió de còmplices en l'Holocaust només estiguessin seguint ordres? Podríem anomenar-los còmplices a tots?
Milgram resumiria l'experiment al seu article "Els perills de l'obediència" el 1974 escrivint:
| «                                                                              | Els aspectes legals i filosòfics de l'obediència són d'enorme importància, però diuen molt poc sobre com la majoria de la gent es comporta en situacions concretes. Vaig muntar un simple experiment a la Universitat Yale per provar quant de dolor infligiria un ciutadà corrent a una altra persona simplement perquè li ho demanaven per a un experiment científic. La fèrria autoritat es va imposar als forts imperatius morals dels subjectes (participants) de fer mal a d'altres i, amb els crits de les víctimes sonant a les oïdes dels subjectes (participants), l'autoritat subjugava amb més freqüència. L'extrema bona voluntat dels adults d'acceptar gairebé qualsevol requeriment ordenat per l'autoritat constitueix el principal descobriment de l'estudi. | » |
| — Stanley Milgram. The Perils of Obedience (Els perills de l'obediència. 1974) | |   |

## Mètode de l'experiment
A través d'anuncis en un diari de New Haven (Connecticut) es reclamaven voluntaris per participar en un assaig relatiu a l'"estudi de la memòria i l'aprenentatge" a Yale, pel qual se'ls pagava quatre dòlars (equivalent a 28 dòlars actuals) més dietes. Als voluntaris que es van presentar se'ls va ocultar que en realitat anaven a participar en una investigació sobre l'obediència a l'autoritat. Els participants eren persones d'entre 20 i 50 anys de tota mena d'educació: des dels que acabaven de sortir de l'escola primària a participants amb doctorats.
L'experiment requereix tres persones: L'experimentador (l'investigador de la universitat), el "mestre" (el voluntari que va llegir l'anunci al diari) i l'"alumne" (un còmplice de l'experimentador que es fa passar per participant en l'experiment). L'experimentador li explica al participant que ha de fer de mestre, i ha de castigar amb descàrregues elèctriques l'alumne cada vegada que falli una pregunta.
A continuació, cadascun dels dos participants tria un paper d'una caixa que determinarà el seu rol en l'experiment. El còmplice agafa el seu paper i diu haver estat designat com a "alumne". El participant voluntari agafa el seu i veu que diu "mestre". En realitat en ambdós papers posava "mestre" i així s'aconsegueix que el voluntari amb qui s'experimentarà rebi forçosament el paper de "mestre".
Separat per un mòdul de vidre del "mestre", l'"alumne" s'asseu en una espècie de cadira elèctrica i se'l lliga per "impedir un moviment excessiu". Se li col·loquen uns elèctrodes al seu cos amb crema "per evitar cremades" i s'assenyala que les descàrregues poden arribar a ser extremadament doloroses però que no provocaran danys irreversibles. Tot això ho observa el participant.
Als participants se'ls comunicava que l'experiment estava sent gravat, perquè sabessin que no podrien negar a posteriori el que havia passat.
Es comença donant tant al "mestre" com a l'"alumne" una descàrrega real de 45 volts a fi que el "mestre" comprovi el dolor del càstig i la sensació desagradable que rebrà el seu "alumne". Seguidament l'investigador, assegut en el mateix mòdul en el qual es troba el "mestre", proporciona al "mestre" una llista amb parells de paraules que ha d'ensenyar a l'"alumne". El "mestre" comença llegint la llista a aquest i després de finalitzar li llegirà únicament la primera meitat dels parells de paraules donant a l'"alumne" quatre possibles respostes per a cada una d'elles. Aquest indicarà quina d'aquestes paraules correspon amb el seu parell llegida pressionant un botó (de l'1 al 4 en funció de quina creu que és la correcta). Si la resposta és errònia, l'"alumne" rebrà del "mestre" una primera descàrrega de 15 volts que anirà augmentant en intensitat fins als 30 nivells de descàrrega existents, és a dir, 450 volts. Si és correcta, es passarà a la paraula següent.
El "mestre" creu que està donant descàrregues a l'"alumne" quan en realitat tot és una simulació. L'"alumne" ha estat prèviament alliçonat per l'investigador perquè vagi simulant els efectes de les successives descàrregues. Així, a mesura que el nivell de descàrrega augmenta, l'"alumne" comença a colpejar en el vidre que el separa del "mestre" i es queixa de la seva condició de malalt del cor, després udolarà de dolor, demanarà el final de l'experiment, i finalment, en assolir-se els 270 volts, cridarà d'agonia. El que el participant escolta és en realitat un enregistrament de gemecs i crits de dolor. Si el nivell de presumpte dolor assoleix els 300 volts, l'"alumne" deixarà de respondre a les preguntes i es produiran estertors previs al coma.
En general, quan els "mestres" assolien els 75 volts, es posaven nerviosos davant de les queixes de dolor dels seus "alumnes" i desitjaven parar l'experiment, però la fèrria autoritat de l'investigador els feia continuar. En arribar als 135 volts, molts dels "mestres" es detenien i es preguntaven el propòsit de l'experiment. Uns quants continuaven assegurant que ells no es feien responsables de les possibles conseqüències. Alguns participants fins i tot començaven a riure nerviosos en sentir els crits de dolor provinents del seu "alumne".
Si el "mestre" expressava a l'investigador el seu desig de no continuar, aquest li indicava imperativament i segons el grau:
- Continuï, sisplau.
- L'experiment requereix que vostè continuï.
- És absolutament essencial que vostè continuï.
- Vostè no té cap opció. 'Ha de' continuar.

Si després d'aquesta última frase el "mestre" es negava a continuar, es parava l'experiment. Si no, s'aturava després que hagués administrat el màxim de 450 volts tres vegades seguides.
En l'experiment original, el 65% dels participants (26 de 40) van aplicar la descàrrega de 450 volts, encara que molts se sentien incòmodes en fer-ho. Tots els "mestres" van parar en algun punt i van qüestionar l'experiment, alguns fins i tot van dir que tornarien els diners que els havien pagat. Cap participant no es va negar rotundament a aplicar més descàrregues abans d'assolir els 300 volts.
L'estudi posterior dels resultats i l'anàlisi dels múltiples tests realitzats als participants van demostrar que els "mestres" amb un context social més semblant al del seu "alumne" paraven l'experiment abans.
A més d'aquest projecte, Milgram en va realitzar un altre en el qual s'utilitzaven ratolins d'experimentació. L'experiment consistia a mostrar-los la sortida als ratolins, dins d'una caixa de parets electrificades. El ratolí entenia que la sortida no li beneficiava i seguia fins a la pròxima paret, per a així trobar la sortida. L'experiment mostra que el ratolí, igual com l'ésser humà pot ser condicionat amb pressió per fer el que demana el demandant o mestre com en l'experiment amb alumnes.

## Resultats
Milgram va rodar una pel·lícula documental que demostrava l'experiment i els seus resultats, titulada 'Obediència', les còpies originals de la qual són difícils de trobar avui en dia.
Abans de dur a terme l'experiment, l'equip de Milgram va estimar quins podien ser els resultats en funció d'enquestes fetes a estudiants, adults de classe mitjana i psicòlegs. Van considerar que la mitjana de descàrrega se situaria en 130 volts amb una obediència a l'investigador del 0%. Tots ells van creure unànimement que només alguns sàdics aplicarien el voltatge màxim.
El desconcert va ser gran quan es va comprovar que el 65% dels subjectes que van participar com a "mestres" en l'experiment van administrar el voltatge límit de 450 V als seus "alumnes", encara que per molts el fet de fer-ho els col·loqués en una situació absolutament incòmoda. Cap participant no va parar en el nivell de 300 volts, límit en el qual l'alumne deixava de donar senyals de vida. Altres psicòlegs de tot el món van dur a terme variants de la prova amb resultats similars, de vegades amb diverses variacions en l'experiment.
El 1999, Thomas Blass, professor de la universitat de Maryland va publicar una anàlisi de tots els experiments d'aquest tipus realitzats fins aleshores i va concloure que el percentatge de participants que aplicaven voltatges notables se situava entre el 61% i el 66% sense importar l'any de realització ni la localització dels estudis.

## Reaccions
El primer que es va preguntar el desconcertat equip de Milgram va ser com era possible que s'haguessin obtingut aquests resultats. A primera vista, la conducta dels participants no revelava aquest grau de sadisme, ja que es mostraven preocupats per la seva pròpia conducta. Tots es mostraven nerviosos i preocupats pel caire que estava prenent la situació i, en assabentar-se que en realitat el cobai humà no era més que un actor i que no li havien fet mal, sospiraven alleujats. D'altra banda eren plenament conscients del dolor que havien estat infligint, ja que en preguntar-los quin patiment havia experimentat l'alumne la mitjana va ser de 13 en una escala de 14.
L'experiment va plantejar preguntes sobre l'ètica de l'experimentació científica en si mateixa a causa de la tensió emocional extrema patida pels participants (encara que es podria dir que l'esmentada tensió va ser provocada per les seves pròpies i lliures accions). La majoria dels científics moderns considerarien l'experiment avui immoral, encara que va donar lloc a valuosos estudis sobre la psicologia humana.
En defensa de Milgram cal assenyalar que el 84% de participants van dir posteriorment que estaven "contents" o "molt contents" d'haver participat en l'estudi i un 15% els era indiferent (van respondre un 92% de tots els participants). Molts li van expressar la seva gratitud més endavant i Milgram va rebre en diverses ocasions oferiments i peticions d'ajuda dels antics participants.
Hi ha un colofó poc conegut de l'experiment Milgram, reportat per Philip Zimbardo: Cap dels participants que es van negar a administrar les descàrregues elèctriques finals no van sol·licitar que acabés l'experiment (que es deixessin de realitzar aquest tipus de sessions) ni van acudir a l'altra habitació a revisar l'estat de salut de la víctima sense abans sol·licitar-ne permís.
Sis anys després de l'experiment (durant la Guerra del Vietnam) un dels participants en l'experiment va enviar una carta a Milgram explicant-li per què estava agraït d'haver participat malgrat l'estrès:
| « | Vaig ser un participant el 1964, i encara que creia que estava danyant una altra persona, no sabia en absolut per què ho estava fent. Poques persones s'adonen quan actuen d'acord amb les seves pròpies creences i quan estan sotmesos a l'autoritat. […] Permitir sentir-me amb l'enteniment que em subjectava a les demandes de l'autoritat per fer una cosa molt dolenta m'hauria espantat de mi mateix […] Estic completament preparat per anar a la presó si no m'és concedida la demanda d'objector de consciència. De fet, és l'única via que podria prendre per ser coherent amb el que crec. La meva única esperança és que els membres del jurat actuïn igualment d'acord amb la seva consciència [...] | » |

Tanmateix, no tots els participants van experimentar aquest canvi en la seva vida. D'acord amb els estàndards moderns, els participants no van quedar totalment desenganyats, i algunes entrevistes de sortida van indicar que molts participants mai no van entendre del tot la naturalesa de l'experiment.
Els experiments van provocar crítiques emocionals, més sobre l'ètica de l'experiment mateix que sobre els resultats. A la publicació Jewish Currents (Actualitats jueves), Joseph Dimow, un participant en l'experiment de 1961 a la Universitat Yale, va escriure sobre les seves sospites primerenques que "tot l'experiment estava dissenyat per veure si els nord-americans comuns obeirien ordres immorals, com molts alemanys haurien fet durant el període nazi." De fet aquest era una de les finalitats explícites de l'experiment. Citant del prefaci del llibre de Milgram, Obedience to Authority:
| « | La qüestió sorgeix per saber si hi ha connexió entre el que hem estudiat al laboratori i les formes d'obediència que hem condemnat de l'època nazi. | » |

El 1981 Tom Peters i Robert H. Waterman Jr. van escriure que l'Experiment Milgram i el posterior Experiment Zimbardo en la Universitat Stanford eren aterridors en les seves implicacions sobre el perill que amenaçava en el costat fosc de la naturalesa humana.

## Interpretacions
El professor Milgram va elaborar dues teories que explicaven els seus resultats:
- La primera és la teoria del conformisme, basada en el treball de Solomon Asch, que descriu la relació fonamental entre el grup de referència i la persona individual. Un subjecte que no té l'habilitat ni el coneixement per prendre decisions, particularment en una crisi, i portarà la presa de decisions al grup i la seva jerarquia. El grup és el model de comportament de la persona.
- La segona és la teoria de la cosificació (agentic state), on, segons Milgram, l'essència de l'obediència consisteix en el fet que una persona es mira a si mateixa com un instrument que realitza els desitjos d'una altra persona i, per tant, no es considera a si mateixa responsable dels seus actes. Una vegada que aquesta transformació de la percepció personal ha tingut lloc en l'individu, totes les característiques essencials de l'obediència ocorren. Aquest és el fonament del respecte militar a l'autoritat: els soldats seguiran, obeiran i executaran ordres i instruccions dictades pels superiors, amb l'enteniment que la responsabilitat dels seus actes recau en el comandament dels seus superiors jeràrquics.

## Variacions
En el seu llibre Obedience to Authority: An Experimental View, Milgram descriu dinou variacions del seu experiment. Generalment, quan la proximitat física de la víctima s'incrementava, l'obediència del participant decreixia, quan la distància física de l'autoritat era més gran, l'obediència del participant s'incrementava (experiments 1 al 4). Per exemple, en l'experiment 2, on els participants rebien instruccions per telèfon, l'obediència va disminuir en un 21 per cent. És interessant que alguns participants van provar d'enganyar l'autoritat (l'experimentador) fingint que continuaven amb l'experiment. En la variació on la víctima tenia la proximitat física més gran amb el participant, quan els participants havien de mantenir físicament el braç de la víctima sobre la placa que generava la descàrrega elèctrica, l'obediència va baixar. Sota aquesta circumstància, només 30 per cent dels participants van completar l'experiment.
En l'experiment 8 els participants van ser dones: Anteriorment tots els participants havien estat homes. L'obediència no va variar significativament, encara que les dones van manifestar haver experimentat més nivells d'estrès.
L'experiment 10 es va realitzar en una oficina modesta a Bridgeport (Connecticut), fingint que qui realitzava l'experiment era l'entitat comercial "Research Associates of Bridgeport" sense connexió aparent amb la Universitat Yale (per eliminar el factor de prestigi de la Universitat que influís el comportament dels participants). En aquestes condicions l'obediència va caure al 47,5%.
Milgram també va combinar el poder de l'autoritat amb la conformitat. En aquests experiments els participants van ser acompanyats per un o dos "mestres" (també actors, com l'aprenent o víctima). El comportament dels acompanyants va afectar fortament els resultats. En l'experiment 17, quan dos mestres addicionals es van negar a complir les ordres, només 4 dels 40 participants van continuar en l'experiment. En l'experiment 18, els participants van realitzar una tasca d'acompanyament (van llegir les preguntes per un micròfon o van registrar les respostes de l'aprenent) amb un altre mestre, que completava la prova completament. En aquesta variació només 3 de 40 van desafiar l'experimentador.
Recents variacions de l'experiment Milgram suggereixen que la interpretació no suposa obediència ni autoritat, sinó que els participants pateixen una desolació apresa, on se senten incapaços de controlar el resultat, de manera que abdiquen de la seva responsabilitat personal. En un experiment recent on es va utilitzar una simulació de computadora en lloc d'un aprenent que rebia descàrregues, els participants que administraven les descàrregues eren conscients que l'aprenent era irreal, però tot i així els resultats van ser els mateixos.
En la popular sèrie Basic Instincts, es va repetir l'experiment Milgram el 2006, amb els mateixos resultats amb els homes. En un segon experiment amb dones es va mostrar que elles eren més proclius a continuar l'experiment. Un tercer experiment, amb un mestre addicional per generar pressió, va mostrar que en aquesta condició els participants continuaven amb l'experiment fins al final.

## Exemples de la vida real
D'abril de 1995 a juny de 2004 hi va haver una sèrie d'enganys, coneguts com a Strip Search Prank Call Scam, en els quals treballadors de restaurants de menjar ràpid als Estats Units rebien una trucada d'algú que deia ser oficial de policia, que persuadia les figures d'autoritat per despullar i abusar sexualment dels treballadors. L'artífex va obtenir un alt nivell d'èxit en persuadir les víctimes perquè realitzessin actes que no haurien realitzat en circumstàncies normals. El principal sospitós d'aquestes trucades, David R. Stewart, va ser trobat no culpable en l'únic cas que ha anat a judici fins ara.

## L'experiment en la cultura popular
Una pel·lícula que té com a element constituent aquest experiment és la francesa I... Comme Ícare, de l'any 1979, dirigida per Henri Verneuil i interpretada per Yves Montand, Michel Albertini, Roland Amstutz, Jean-Pierre Bagot i Georges Bell entre d'altres. S'hi mostra una sessió completa de l'experiment de Milgram.
El músic anglès Peter Gabriel va incloure en el seu treball "So" (1986) un tema anomenat We do what we'retold (Milgram's 37).
Al llibre "El guardià del joc" es recorda aquest experiment com a part de la classe de primer curs de Psicologia a la universitat de Winchester.